# 뤄루이
뤄루이(Alexander Lou)는 중화민국의 배우, 태권도 선수이다.
타이완에서 태어났다.

## 영화
- 천인참 (1994년)
- 묘가십삼매 (1993년)
- 차이나 닌자 2 (1990년)
- 닌자 무사혈 (1989년)
- 소림 대 닌자 (1988년)
- 차이나 닌자 (1985년) - 아걸 역
- 더 슈퍼 닌자 (1984년)
- 마피아 대 닌자 (1984년)
- 샤오린 퉁쯔쿵 (1981년)
- 홍의라마 (1980년)